# Alfred Wilson
Pour les articles homonymes, voir Wilson.
Alfred Wilson, né le 31 décembre 1903 à Minneapolis et mort le 27 octobre 1989, est un rameur d'aviron américain.

## Palmarès

### Jeux olympiques
- Paris 1924
  -  Médaille d'or en huit[1].